# Кызлар-Караул (урочище)
Кызлар-Караул — урочище в Ишимбайском районе Башкортостана, относится к ценным природным территориям. Предполагаемый памятник природы площадью 590 га. Точное расположение: Макаровский лесхоз, Ишимбайское лесничество, кв. 20-21.

## Объекты охраны
1.Типичные лесные и луговые экосистемы.
2. Местообитания редких видов растений.

## Назначение ОПТ
1.Охрана и рациональное использование пойменных экосистем и биоразнообразия.
2. Территория перспективная для учреждения малого ООПТ.

## История
Земли у Кызлар-Караула (также Кизлар-Караул) упоминаются в документе под названием «Купчая башкир Ногайской дороги, Чанким-Кипчакской вол. старшинского помощника Иткучука Сангушева с товарищами заводчице Д. И. Пашковой. на земли по р. Нугушу», датируемая «1787 г. сентября 3.». Из неё следует, что землями владели башкиры племени Тамьян Чанкин-Кипчацкой волости, а купила Пашкова для Воскресенского завода.

поверенные Иткучюк Сангушев с товарищи, от имени оной нашей Чанкин-Кипчацкой волости <..> со общаго мирскаго согласия ей, госпоже Пашковой, детям и наследникам её в вечное и потомственное владение впрок бесповоротно и без выкупу свою землю, состоящую Уфимскаго наместничества в предписанной Стерлитамацкий округе по реке Нугушу по нижеписанным межам и урочищам, а именно: от реки Нугушу, начиная первую межу Кизлар-Караула, идти по сырту на горы до горы Багары по меже купленной Тамьянской волости у башкирцов земли, а з горы Багары дойти до Кульского устья, по-башкирски именуемого Каран-Тамак, которая пала в реку Нугуш по течению правой стороны, а оттоль идти вверх рекою Нугушем по течению по правую сторону, перейдя усья речки Кармасана и дойдя до устья речки Большей Кандышлы, а от оного идти вверх речкою Кандыщлою по течению по правую сторону, и дойдя до межи купленной к Воскресенскому заводу у юрматинских башкирцов земли, а потом идти подле межи купленной же ко оному ж заводу Тамьянской волости у башкирцов земли на Кызлар-Караул, откуда началась вышеписанная первая межа. А оные урочища состоят все внутри отведенной ко оному Воскресенскому заводу окружности, которая окружность по силе указу Государственной Берг-коллегии Оренбургским горным начальством по принадлежности ко оному заводу отведена. — http://ufagen.ru/node/28894